# FC Grünbach
FC Grünbach is een Duitse voetbalclub uit Grünbach, Saksen.

## Geschiedenis
De club werd in 1912 opgericht en sloot zich aan bij de Midden-Duitse voetbalbond. In 1925 fuseerde de club met VfL 1919 Grünbach tot SV 1912 Grünbach. In 1929 promoveerde de club naar de hoogste klasse van Göltzschtal, de toenmalige hoogste klasse, en werd meteen vicekampioen achter SpVgg 06 Falkenstein. Na dit seizoen werd de competitie van Göltzschtal ondergebracht bij de van Vogtland, maar bleef de eerste twee seizoenen nog apart bestaan. Grünbach werd kampioen en bekampte de winnaar de Vogtland, 1.Vogtländischer FC Plauen. De club verloor met 2:1 na verlengingen en Plauen ging naar de Midden-Duitse eindronde. Grünbach protesteerde echter omdat in de regels stond dat bij een gelijkspel geen verlengingen gespeeld moesten worden maar een replay. Grünbach werd in het gelijk gesteld en bij de replay won de club met 3:0. Echter had Plauen in de eindronde al gespeeld en verloren tegen Dresdner SC waardoor Grünbach niet meer mocht deelnemen aan de eindronde. Toen in 1932/33 de competities van Göltzschtal en Vogtland werden samengevoegd eindigde de club slechts in de middenmoot.
Na dit seizoen werd de competitie grondig geherstructureerd en werd de Gauliga Sachsen ingevoerd als hoogste klasse. Hiervoor kwalificeerde de club zich niet en Grünbach bleef in de Bezirksklasse spelen en ontwikkelde een grote rivaliteit met SpVgg Falkenstein. In 1939 werden de activiteiten gestaakt door het uitbreken van de Tweede Wereldoorlog.
Na de Tweede Wereldoorlog werd er weer gevoetbald in Grünbach, maar pas in 1948 werd er een officiële club opgericht. Vanaf 1955 heette de club BSG Einheit Grünbach. Van 1971 tot 1975 speelde de club in de Bezirksklasse, de vierde klasse. De club speelde in de jaren tachtig nog enkele seizoenen in de Bezirksliga
Na de Duitse hereniging werd de historische naam opnieuw aangenomen. Van 1998 tot 2001 speelde de club opnieuw in de Bezirksklasse, maar degradeerde dan naar de Kreisliga. In 2004 werd de naam gewijzigd in FC Grünbach. Momenteel (seizoen 2019/20) komt de club niet uit in enige competitie.